# VAL202
VAL202 ist ein öffentlich-rechtlicher, slowenischer Radiosender, der teilweise auch im angrenzenden Ausland empfangen werden kann, unter anderem in der Steiermark bis nach Graz auf der Frequenz 92,4 MHz.

## Übersicht
Der Sender ist das zweite Radioprogramm von Radio Slovenija und einer der meistgehörten Sender in Slowenien. Gesendet werden Indie- und Popmusik, Nachrichten sowie Formate mit Zuhörerbeteiligung via Telefon. VAL202 ist bekannt für seine Sportübertragungen und Kommentare.

## Name
Ursprünglich sendete VAL202 auf der Mittelwellenfrequenz AM 1484 kHz – was einer Wellenlänge von 202 Metern entspricht, daraus leitet sich der Name ab ("val" bedeutet "Welle" auf Slowenisch).
- Offizielle Website (auf Slowenisch)
- Web-Stream